# Liste de lecteurs audio
Pour les articles homonymes, voir Lecteur et audio.
Un lecteur audio est une application possédant une interface graphique permettant de lire des fichiers audio.

## Logiciels libres
| Logo                 | Nom                   | GNU/Linux | Mac OS X | Windows | Licence | Notes               |
| -------------------- | --------------------- | --------- | -------- | ------- | ------- | ------------------- |
| Audacious            | Audacious             | Oui       | Non      | Oui     |         |                     |
|                      | AlsaPlayer            | Oui       |          |         | GNU GPL |                     |
| aTunes               | aTunes                | Oui       | Oui      | Oui     | GNU GPL | Inactif 2014        |
| Amarok               | Amarok                | Oui       | Oui      | Oui     | GNU GPL | Inactif 2018 (2021) |
| Banshee              | Banshee               | Oui       | Oui      | Oui     | X11     | Inactif 2014        |
| Clementine           | Clementine            | Oui       | Oui      | Oui     | GNU GPL | Inactif 2016 (2022) |
|                      | cmus (en)             | Oui       | Oui      | Non     | GNU GPL |                     |
| Decibel Audio Player | Decibel Audio Player  | Oui       |          |         | GNU GPL |                     |
| Exaile               | Exaile                | Oui       | Oui      | Oui     | GNU GPL |                     |
| GNOME Musique        | GNOME Musique (d)     | Oui       | Non      | Non     | GNU GPL |                     |
| Juk                  | JuK                   | Oui       |          |         | GNU GPL |                     |
| KBM                  | KBM                   | Oui       | Oui      | Oui     | GNU GPL |                     |
|                      | Listen                | Oui       |          |         | GNU GPL |                     |
| Lollypop             | Lollypop              | Oui       | Non      | Non     | GNU GPL |                     |
|                      | Music on Console (en) | Oui       | Oui      | Non     | GNU GPL | inactif 2016        |
|                      | musikCube             | Oui       | Oui      | Oui     | BSD     |                     |
| Nightingale          | Nightingale           | Oui       | Oui      | Oui     | GNU GPL |                     |
| Quod Libet           | Quod Libet            | Oui       | Oui      | Oui     | GNU GPL | 4.5 en 3/22         |
| Rhymthmbox           | Rhythmbox             | Oui       | Non      | Non     | GNU GPL |                     |
| Songbird             | Songbird              | Oui       | Oui      | Oui     | GNU GPL |                     |
|                      | Tomahawk              | Oui       | Oui      | Oui     | GNU GPL |                     |
|                      | Xmms                  | Oui       |          | Oui     | GNU GPL |                     |
|                      | xmix                  | Non       | Non      | Oui     | LGPL v3 |                     |

## Logiciels propriétaires
- AIMP
- foobar2000
- MusicBee
- MediaMonkey
- Windows Media Player
- Winamp
- iTunes
- RealPlayer